# Wegwielrennen op de Paralympische Zomerspelen 2020 - Tijdrit vrouwen H1–3
De tijdrit vrouwen H1–3 bij het wegwielrennen tijdens de XVIe Paralympische Zomerspelen, vond plaats op de Fuji Speedway een racecircuit in de Japanse prefectuur Shizuoka. Deze combinatieklasse (H1–3) onder classificatie H is voor fietssters die beperkingen hebben aan de benen en/of armen en romp, en daarom gebruik maken van een handbike.

## Uitslag
| #      | renster                | renster | Klasse | tijd     | tijd      |
| ------ | ---------------------- | ------- | ------ | -------- | --------- |
| Goud   | Annika Zeyen           | GER     | H3     | 32:46.97 |           |
| Zilver | Francesca Porcellato   | ITA     | H3     | 33:30.52 | +43.55    |
| Brons  | Renata Kałuża          | POL     | H3     | 33:50.32 | +1:03.35  |
| 4      | Anna Oroszová          | SVK     | H3     | 35:36.37 | +2:49.40  |
| 5      | Kateřina Antošová      | CZE     | H3     | 35:39.64 | +2:52.67  |
| 6      | Alicia Dana            | USA     | H3     | 37:09.19 | +4:22.22  |
| 7      | Jady Martins Malavazzi | BRA     | H3     | 38:11.10 | +5:24.13  |
| 8      | Laurence VandeVyver    | BEL     | H3     | 41:07.14 | +8:20.17  |
| 9      | Gyeonghwa Lee          | KOR     | H3     | 42:14.22 | +9:27.25  |
| 10     | Elisabeth Egger        | AUT     | H3     | 46:02.84 | +13:15.87 |
| 11     | Arna Albertsdóttir     | ISL     | H3     | 48:22.33 | +15:35.36 |